# Chương Mỹ
Chương Mỹ là một phường thuộc thành phố Hà Nội, Việt Nam.
Phường được hình thành trên cơ sở sáp nhập các phường Biên Giang, một phần phường Đồng Mai của quận Hà Đông cũ, thị trấn Chúc Sơn, các xã Đại Yên, Ngọc Hòa, Phụng Châu, Tiên Phương, Thuỵ Hương của huyện Chương Mỹ cũ, trong đợt Sáp nhập tỉnh, thành Việt Nam 2025.

## Lịch sử
Phường Chương Mỹ được thành lập theo Nghị quyết số 1656/NQ-UBTVQH15 của Ủy ban Thường vụ Quốc hội Việt Nam, ban hành ngày 16 tháng 6 năm 2025. Theo đó, sắp xếp các phường Biên Giang, một phần phường Đồng Mai của quận Hà Đông cũ, thị trấn Chúc Sơn, các xã Đại Yên, Ngọc Hòa, Phụng Châu, Tiên Phương, Thuỵ Hương của huyện Chương Mỹ cũ, lấy tên là phường Chương Mỹ.

## Địa lý
Sau sắp xếp phường có diện tích tự nhiên 36,90 km2, quy mô dân số 86.230 người.
Phường Chương Mỹ có vị trí địa lý:
- Phía bắc giáp xã Hưng Đạo
- Phía tây giáp xã Phú Nghĩa
- Phía đông giáp phường Yên Nghĩa
- Phía nam giáp xã Bình Minh và Quảng Bị.[6]

## Hành chính
Trụ sở phường đặt tại số 102, tổ dân phố Bắc Sơn, trước là trụ sở huyện Chương Mỹ. Đây là phường duy nhất ở Hà Nội được sử dụng trụ sở Ủy ban nhân dân huyện sau sắp xếp.

## Kinh tế
Trên địa bàn có Cụm công nghiệp Ngọc Hòa - Phụng Châu với các ngành nghề như sản xuất vật liệu xây dựng, chế biến gỗ, cơ khí, sản phẩm nhựa và may mặc. Phường có xu hướng phát triển dịch vụ vận tải, kho bãi, logistics nhờ vị trí cửa ngõ phía nam thủ đô. Đặc biệt, khu vực thị trấn Chúc Sơn cũ là trung tâm hành chính - kinh tế lâu đời, có nhiều chợ đầu mối, cửa hàng, phát triển dịch vụ vận tải, ngân hàng và viễn thông.
Nông nghiệp vẫn được duy trì tại các khu vực như Đại Yên, Thụy Hương, Ngọc Hòa. Bên cạnh đó, phường Chương Mỹ phát triển mô hình nông nghiệp công nghệ cao, kết hợp du lịch sinh thái trải nghiệm, phường có một số mô hình nuôi trồng thủy sản tại vùng trũng tại Thụy Hương và Đại Yên.
Phường có nhiều làng nghề truyền thống gắn với văn hóa bản địa: Chúc Sơn và các vùng phụ cận có truyền thống thủ công mỹ nghệ, chế biến thực phẩm, cơ khí nhỏ; Tiên Phương, Phụng Châu phát triển làng nghề mộc, điêu khắc đá, một số khu vực làm gốm và mây tre đan.
Phường nằm trong định hướng trở thành một trong những cực tăng trưởng mở rộng về phía Tây Nam của Hà Nội theo Quy hoạch Thủ đô thời kỳ 2021-2030, tầm nhìn 2050.

## Giao thông
Phường có kết nối với khu vực trung du và Tây Bắc, đặc biệt là các tỉnh Phú Thọ, Sơn La, Điện Biên thông qua quốc lộ 6.

## Xã hội

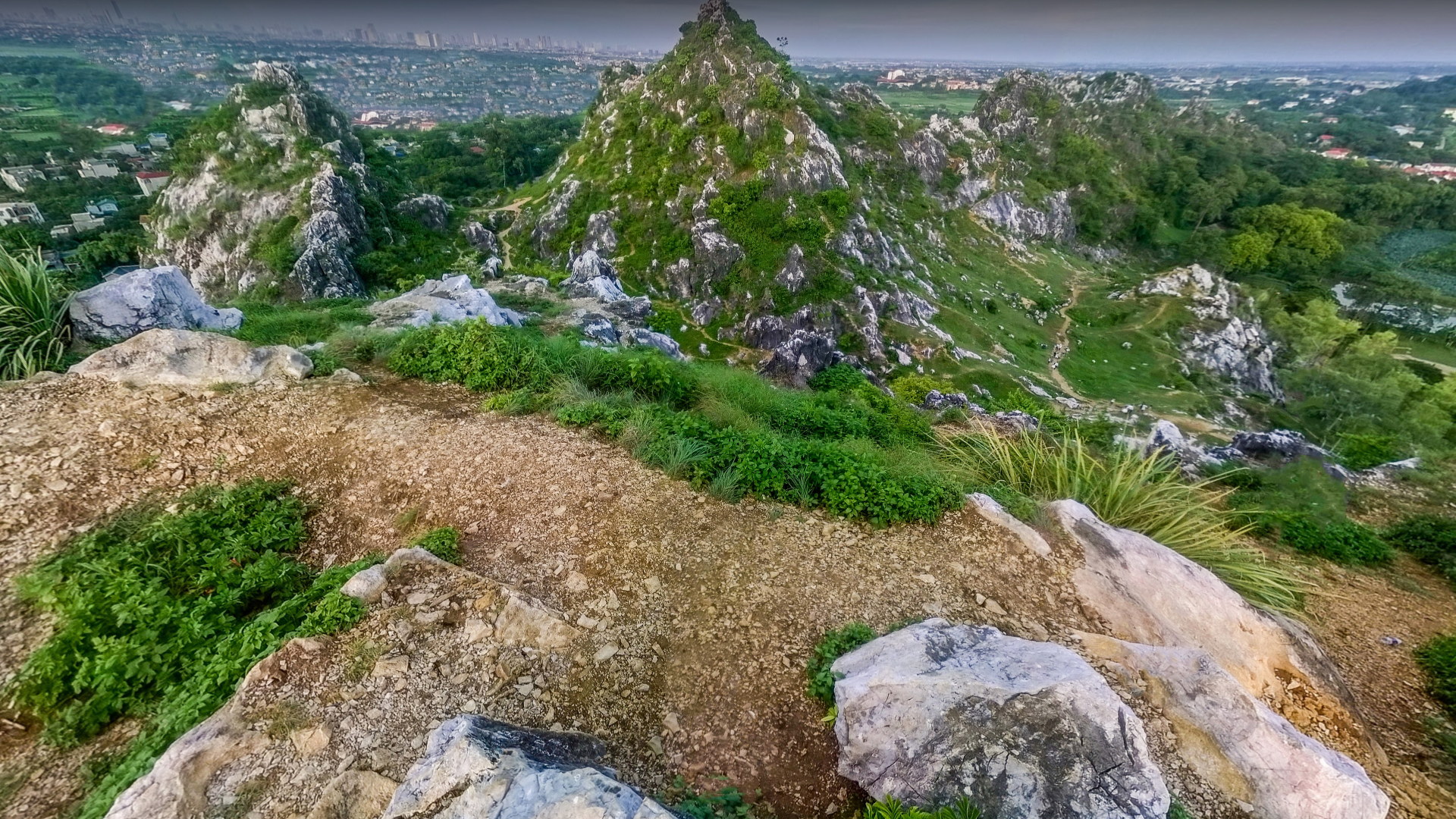
Núi Trầm

### Y tế
Phường có Bệnh Viện Đa khoa Chương Mỹ và các trạm y tế tương ứng các xã, phường cũ.

### Giáo dục
Các trường học ở phường gồm có: Tiểu học và THCS Biên Giang, Tiểu học Chúc Sơn A, Tiểu học Chúc Sơn B, THCS Chúc Sơn, Tiểu học và THCS Đại Yên, Tiểu học và THCS Ngọc Hòa, Tiểu học và THCS Phụng Châu, Tiểu học và THCS Tiên Phương, Tiểu học và THCS Thụy Hương, THCS Ngô Sỹ Liên, THPT Chương Mỹ A.
Trường Đại học Sư phạm Thể dục Thể thao Hà Nội tọa lạc trên địa bàn phường.

## Văn hóa
Phường Chương Mỹ có nhiều di tích được xếp hạng cấp quốc gia như chùa Trầm, đình Phương Bản, chùa Vô Vi, chùa Hang, chùa Ba Làng ở Phụng Châu; đình Ninh Sơn, đình Nội, đình Xá ở Chúc Sơn; chùa Trăm Gian ở Tiên Phương.